# Puente Rojo (Alicante)
El Puente Rojo (oficialmente Puente del V Centenario) es un puente vial en Alicante (España) que forma parte de la Gran Vía, en el tramo de la avenida del Conde de Casa Rojas. Fue construido a modo de paso a nivel elevado, para salvar el ancho de la playa de vías que entran en la estación de tren. Fue inaugurado el 5 de junio de 1990 por el presidente de la Generalidad Valenciana, Joan Lerma, durante la tercera legislatura del alcalde José Luis Lassaleta.
El puente se compone de pilares y arcos de hormigón combinados con acero pintado de rojo, que le dan una apariencia robusta y resistente. El arco central está atirantado con cables de acero y los esbeltos pilares soportan los laterales del vano central. Las rampas en espiral conectan el puente con el paso inferior, mientras que los pasos laterales peatonales tienen una forma tubular y una estética singular, con la ausencia de elementos tradicionales como barandillas.